# Axel Romberg
Axel Nikolaus Romberg, född den 1854 i Helsingborg, död den 7 mars 1928 i Jönköping, var en svensk jurist och politiker. Han var far till Carl Romberg.
Romberg blev student vid Lunds universitet 1873 och avlade examen till rättegångsverken där 1877. Han blev vice häradshövding 1880, tillförordnad fiskal i
Göta hovrätt 1882, adjungerad ledamot där 1884, ordinarie fiskal 1886 och assessor 1887. Romberg var hovrättsråd i Göta hovrätt 1901–1924 och divisionsordförande 1911–1924. Han var ordförande i Jönköpings stadsfullmäktige 1901–1910 och i Jönköpings läns landsting 1908–1918. Romberg blev riddare av Nordstjärneorden 1901 och kommendör av andra klassen av samma orden 1913.